# Close to the Metal
Close to the Metal is de vierde aflevering van de televisieserie Halt and Catch Fire. De episode werd geregisseerd door Johan Renck. Close to the Metal werd in de Verenigde Staten voor het eerst uitgezonden op 22 juni 2014.

## Verhaal
Bosworth legt aan Joe uit dat de kosten van het nieuwe computerproject van Cardiff Electric te hoog oplopen, maar dat tempert het enthousiasme van Joe niet. Sterker nog, nu Cameron bijna een nieuwe BIOS heeft geschreven en een eerste versie van de draagbare computer de zogenaamde Doherty Threshold bereikt heeft, neemt Joe de tijd om het personeel toe te spreken en de uitgeschreven BIOS van IBM in brand te steken. Voor Bosworth is er echter weinig reden om te vieren, want hij wordt op het matje geroepen door Nathan Cardiff, die zich afvraagt waarom de deal met de steenrijke investeerder Louise Lutherford is afgesprongen.
Inmiddels krijgt het bedrijf bezoek van journalist Ron Cane van The Wall Street Quarterly. Om een zo'n goed mogelijke indruk na te laten, geeft Joe zijn secretaresse de opdracht om Cameron weg te lokken en haar kantoor op te ruimen. Maar de journalist is niet erg geïnteresseerd in de verkoperspraatjes van Joe en besluit al snel om opnieuw te vertrekken.
Net dan ontdekt Cameron dat haar computer gecrasht is. In het bijzijn van Joe, Gordon en de journalist ontdekt Cameron dat ze haar vergevorderde BIOS kwijt is. Ook de diskettes met de back-up van de BIOS zijn beschadigd. Hoewel een kortsluiting veroorzaakt door een stofzuiger aan de basis van het probleem ligt, is Gordon vooral woedend op Cameron en haar onverantwoord gedrag.
Door het voorval roept Gordon de hulp in van zijn echtgenote Donna, tot grote ergernis van Joe die eist dat ze niet haar echte naam gebruikt en doet alsof ze een werknemer van Cardiff Electric is. Hij wil niet dat de journalist te weten komt dat ze de hulp hebben ingeroepen van iemand die eigenlijk voor Texas Instruments werkt. Terwijl Donna en Gordon proberen om de BIOS te herstellen, moet Cameron op hun kinderen passen. Maar haar rebels gedrag jaagt de kinderen de stuipen op het lijf. Daardoor besluit ze Donna's auto te stelen en het huis van Gordon en Donna te vernielen met graffiti. Ze wordt echter betrapt door Brian, de buurman en ex-werknemer van Cardiff Electric, waardoor ze besluit terug te keren naar Cardiff Electric.
Onder het oog van de journalist slaagt Donna er uiteindelijk in om 93 procent van Camerons BIOS te herstellen. De journalist is onder de indruk van haar succesvolle reddingsactie en vraagt haar naam, waarop Gordon antwoordt dat ze Susan Fairchild heet. Maar na het vertrek van de journalist ontdekt Donna dat alles opgezet spel was. Joe had Camerons computer bewust laten crashen en had de diskettes met de back-up van de BIOS vervangen door beschadigde diskettes. Joe geeft toe dat het opgezet spel was om de interesse van de journalist te wekken. Dat Cameron het grootste slachtoffer werd van zijn actie lijkt hem niet te deren.
Wanneer Joe vervolgens naar huis rijdt, wordt hij door twee politieagenten tegengehouden. Ze slaan hem zonder reden in elkaar. In het politiebureau wordt de zwaar toegetakelde Joe opgepikt door Bosworth, die een goeie kennis van de agenten blijkt te zijn.
Donna legt aan Gordon uit dat het incident met de BIOS opgezet spel was, maar haar echtgenoot is vooral bezorgd om het artikel dat de journalist zal schrijven. De volgende dag wordt ze bij haar werkgever Texas Instruments op het matje geroepen door haar baas Hunt Whitmarsh omdat haar werkprestaties ondermaats zijn.

## Cast
- Lee Pace - Joe MacMillan
- Scoot McNairy - Gordon Clark
- Mackenzie Davis - Cameron Howe
- Kerry Bishé - Donna Clark
- Toby Huss - John Bosworth
- Graham Beckel - Nathan Cardiff
- Michael Esper - Ron Cane
- Will Greenberg - Brian Braswell
- Scott Michael Foster - Hunt Whitmarsh

## Titelverklaring
Wanneer men bij Cardiff Electric probeert om de BIOS te herstellen, komt het tot een woordenwisseling tussen Donna en Cameron. Die laatste vraagt zich luidop af of Donna al ooit eens "close to the metal" heeft gewerkt. "Metal" (Nederlands: metaal) kan in deze context geïnterpreteerd worden als hardware. Als men het heeft over "working close to the metal", dan bedoelt men meestal iemand die vertrouwd is met een low-level programmeertaal (machinetaal of assembleertaal). Ook de programmeertaal C, die dicht bij hardware aansluit, wordt beschouwd als "close to the metal".

## Culturele verwijzingen
- De aflevering bevat de nummers "Fear" van Suuns, "Sett of Ayres" van Nicola Matteis, "(Learn to) Hate in the 80's" van Bobby Soxx, "I Love Your Neurosis" van Nervebreakers en "Too Political?" van Really Red.
- In de testfase duikt het computerproject van Cardiff Electric onder de Doherty Threshold. In 1982 publiceerden Walter J. Doherty en Ahrvind J. Thadani een onderzoek in IBM Systems Journal waarin ze stelden dat een computer in staat zou moeten zijn om een opdracht in 400 milliseconden of minder uit te voeren, en niet in 2 seconden, wat tot dan de norm was. De nieuwe standaard van 400 ms werd bekend als de Doherty Threshold.